# 소오강호
《소오강호》(중국어: 笑傲江湖, 병음: Xiào Ào Jiāng Hú 샤오아오장후[*], 광둥어: Siu3 Ngou6 Gong1 Wu4 시우응오우공우, 영어: The Smiling, Proud Wanderer 더 스마잉 프라우드 원더러[*])는 중국의 소설가 김용의 무협 소설이다. 한국에서는 《아! 만리성》, 《동방불패》, 《열웅지》 등의 제목으로도 출간되었다.
소오강호는 정파(正派)와 사파(邪派)의 입장 차이를 넘어 우정을 지킨 두 남자가 만든 소(蕭, 피리의 일종)와 금(琴, 거문고)의 합주곡으로 '강호의 속박을 웃어 버린다'는 의미이다. '정(正)과 사(邪)의 대립은 애매한 것'이라는 주제를 상징한다.
시대 배경은 명나라로 추측된다.

## 내용

### 간략한 줄거리
화산파 대사형인 영호충이 규화보전이라는 환관 출신이 만든 무림의 지보(至寶)인 희대의 무술비급을 서로 차지하려는 흑백 양도 무림 각 정파의 계략에 휘말리면서 겪게 되는 이야기이다. 일월신교를 마교(魔敎)로 부르면서 자기들이 정의라고 외치지만 실제로는 각자의 이익을 위해서 추악한 짓을 일삼는 무림 정파들의 모략과 함정에 의해 영호충은 갖가지 위험에 처하지만, 일월신교 교주의 딸인 임영영의 도움을 받아 고난을 헤쳐나가고 행복한 결말을 맞게 된다.

### 특이점
소설의 초반부에는 마치 임평지가 주인공인 것처럼 서술된다. 집안의 가보인 무술 비급 벽사검보를 뺏으려는 자들에 의해 가족이 비참하게 몰살당하고 죽음 직전의 위기에 처했다가 무공이 뛰어난 은사를 만나 무술을 익혀 복수를 한다는 구태의연한 스토리인 것처럼 진행된다. 하지만 실제로는 초중반부에 등장하는 영호충이 주인공이다.

## 등장인물

### 주요 인물
- 영호충(令狐沖): 본 작품의 주인공으로 화산파의 대사형이다. 화산파 장문인인 악불군의 신임을 받고 있으며 그의 딸인 악영산을 좋아하여 장래에 악영산과 결혼하여 화산파를 물려받을 것으로 기대했다. 하지만 함정에 빠져 모든 내공을 잃고 화산파에서도 쫓겨난다. 의협심이 강하며 소탈하여 도덕과 체면이나 원칙에 구속되지 않는다.
- 임영영(任盈盈): 본 작품의 여주인공으로 일월신교의 전(前) 교주 임아행의 딸이다. 아버지가 홀연히 종적을 감추어 동방불패가 새로운 교주가 되지만, 전임 교주의 딸로서 일월신교 교도들과 무림 내 많은 사파 무림인들에게 떠받들어지고 있다. 상당한 무공의 소유자로 냉정한 편이지만 남녀관계에 있어서는 부끄러움을 많이 타는 어린 아가씨.
- 악불군(岳不羣): 화산파의 장문인으로 영호충의 수양 아버지같은 인물이다. 점잖고 인자하며 무공 또한 뛰어나 무림에서 군자검으로 칭송을 받는다. 하지만 그의 도덕적인 성인군자의 가면 뒤에는 감춰진 추악한 마음이 있었으니, 그 탐욕적인 욕망으로 인해 화산파는 파멸의 길을 걷게 된다.
- 악영산(岳靈珊): 악불군의 딸로 영호충과 어린시절부터 동고동락했다. 악영산을 연인으로 생각한 영호충과는 달리, 악영산은 영호충을 그저 친오빠같은 존재로 인식한다. 경박한 영호충과는 달리 부잣집 아들로서 교육받고 자란 단정하고 모범적이며 성실한 미남인 임평지에게 마음을 뺏겨 그와 결혼한다. 아버지 악불군의 계략에 의해 영호충을 배신하게 되고, 결국 악불군과 임평지의 싸움에 휘말려 갖은 고생만 하다가 쓸쓸한 최후를 맞는다.
- 임평지(林平之): 가문 내에 전해져 오던 무술비급인 벽사검보 때문에 청성파의 공격을 받아 집안이 멸문을 겪게 되고 화산파에 의탁한다. 장문인의 딸 악영산과 연애 결혼하지만, 집안 멸문에 얽힌 비밀을 알게 되고 악영산을 자신의 계략에 이용하게 된다. 악영산과 결혼을 하게 된 경위도 다분히 의도적인 계략으로 장인인 악불군만큼 음험한 이중인격자이다.

### 그외 인물
- 의림 : 항산파 여제자. 영호충을 짝사랑한다.
- 유정풍(劉正風)과 곡양(曲洋) : 각자 속한 파는 정과 사로 달랐지만 그것과는 무관하게 서로의 우정을 지켜나간다. 합주곡인 '소오강호'의 악보를 완성하여 영호충에게 건네준다.
- 임아행 : 일월신교의 전임 교주로 임영영의 아버지이다. 어느날 갑자기 자취를 감추게 되고 그의 자리는 부하인 동방불패가 잇게 된다.
- 동방불패(東方不敗): 일월신교의 현 교주. 실종된 임아행의 뒤를 이어 일월신교의 교주가 된다. 규화보전이라는 최강의 무공을 익힌 무림의 1인자.
- 상문천(向問天, 한국에서는 번역에 따라 '향문천' 혹은 '상문천' 등 그 이름이 다르다) : 임아행의 충성스러운 심복. 무척 고강한 고수로 임영영에게는 숙부와 같은 존재. 위험한 순간임에도 자기의 안위를 생각하지 않고 자신을 물심양면 도와준 영호충에게 호의적이다.
- 남봉황(藍鳳凰): 오독교의 교주로 임영영의 심복이다. 영호충을 물심양면으로 도와준다.

## 영화 및 드라마화
소오강호라는 동명의 드라마로 여러번 제작되었고 영화화 되기도 했다. 한국에서 가장 유명한 것은 이연걸과 임청하 주연의 영화 동방불패인데, 이 영화는 소오강호 소설 속의 일부 설정만 차용했고 실제 소설 내용과는 큰 차이를 보인다. 소설 속 동방불패는 나이가 지긋한 여장 노인이며 그 비중도 등장하자마자 곧 죽음을 맞는 엑스트라 수준인데 반해, 영화에서는 젊은 여자로 그려져 영호충과 사랑에 빠지는 여주인공 역할로 등장한다.

## 같이 보기
- 소오강호 (1990년)
- 동방불패
- 동방불패 2: 풍운재기